# Suré

Suré este o comună în departamentul Orne, Franța. În 1 ianuarie 2022 avea o populație de 278 de locuitori.